# Kurt Boffel
Kurt Boffel (31 maart 1964) is een voormalige Belgische atleet, die gespecialiseerd was in het kogelstoten. Hij veroverde drie Belgische titels.

## Loopbaan
Boffel werd in 1993 voor het eerst Belgisch indoorkampioen in het kogelstoten. Begin 1994 verbeterde hij het Belgisch indoorrecord van Georges Schroeder naar 17,88 m. Hij werd dat jaar ook outdoor voor het eerst Belgisch kampioen. In 1997 behaalde hij een tweede indoortitel.
Boffel, die beroepsmatig militair is, was aangesloten bij Hermes Club Oostende, Houtland AC, AV Toekomst en Vilvoorde AC. Na zijn actieve carrière werd hij trainer bij verschillende clubs en begeleidde hij verschillende atleten.

## Belgische kampioenschappen
Outdoor
| Onderdeel   | Jaar |
| ----------- | ---- |
| kogelstoten | 1994 |

Indoor
| onderdeel   | jaar       |
| ----------- | ---------- |
| kogelstoten | 1993, 1997 |

## Persoonlijke records
| Onderdeel             | Prestatie       | Datum           | Plaats |
| --------------------- | --------------- | --------------- | ------ |
| kogelstoten (outdoor) | 17,90 m         | 21 april 1996   | Eeklo  |
| kogelstoten (indoor)  | 17,88 m (ex-NR) | 23 januari 1994 | Ieper  |

## Palmares

### kogelstoten
- 1991:  BK indoor AC - 15,64 m
- 1991:  BK AC - 15,90 m
- 1992:  BK indoor AC - 15,71 m
- 1992:  BK AC - 15,23 m
- 1993:  BK indoor AC - 16,39 m
- 1993:  BK AC - 16,15 m
- 1994:  BK AC - 16,17 m
- 1996:  BK AC - 16,39 m
- 1997:  BK indoor AC - 16,78 m